# Louisa Thiers

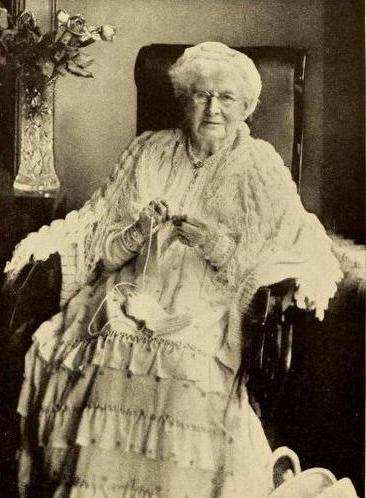
Louisa Thiers im Jahr 1919

Louisa Thiers, geborene Louisa Kirwan Capron, (* 2. Oktober 1814 in Whitesboro, New York; † 17. Februar 1926 in Milwaukee, Wisconsin) hielt von 1925 bis 1926 den Rekord des höchsten erreichten Lebensalters eines Menschen.

## Leben
Am 2. Oktober 1814 wurde Louisa Thiers in Whitesboro im Bundesstaat New York geboren. Sie war das jüngste von 6 Kindern. Thiers hatte 4 Brüder sowie eine Schwester. Im Jahr 1830 zog die Familie nach Wisconsin in die Stadt Kenosha.
Am 6. April 1847 heiratete sie in New York den 1820 geborenen David Bodine Thiers. Das Paar hatte fünf Kinder, eines jedoch starb bereits im Kleinkindalter. Im Jahr 1850 zog die Familie nach Milwaukee, wo Louisa Thiers auch bis zu ihrem Tod lebte. Ihr Mann starb im Jahr 1875.

## Altersrekord
Am 19. August 1925 übertraf Thiers den Altersrekord von Margaret Ann Neve. Sie war der erste Mensch, der erwiesenermaßen 111 Jahre alt wurde. Sie starb am 17. Februar 1926 im Alter von 111 Jahren und 138 Tagen. Thiers hielt den Rekord vom 19. August 1925 bis zum 19. September 1926, insgesamt 1 Jahr und 31 Tage. Übertroffen wurde sie am 20. September 1926 von Delina Filkins.